# 荻伏駅
荻伏駅（おぎふしえき）は、北海道（日高振興局）浦河郡浦河町荻伏町元浦河にあった、北海道旅客鉄道（JR北海道）日高本線の駅（廃駅）である。電報略号はオキ。事務管理コードは▲132221。

## 歴史

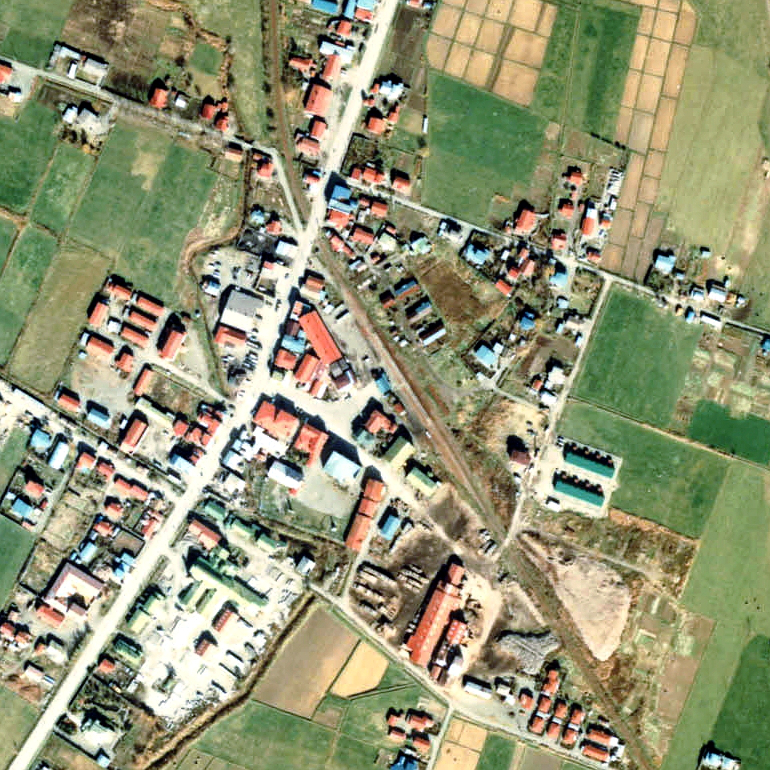
1978年の荻伏駅と周囲約500m範囲。右下が様似方面。島式ホーム1面2線、駅裏に副本線を有する。後に駅表側上り線が撤去され、駅裏の副本線も様似側が切られて引込線化された。現在では引込み線も撤去されて傍線化されている。

- 1935年（昭和10年）10月24日：国有鉄道日高線日高三石駅 - 浦河駅間延伸開通に伴い開業[1]。一般駅[1]。
- 1943年（昭和18年）11月1日：線路名を日高本線に改称、それに伴い同線の駅となる。
- 1977年（昭和52年）2月1日：貨物・荷物扱い廃止[3]。駅員無配置駅となる[4]（簡易委託化）。
- 1987年（昭和62年）4月1日：国鉄分割民営化によりJR北海道に継承[1]。
- 2011年（平成23年）5月：簡易委託廃止、完全無人化。
- 2015年（平成27年）
  - 1月8日：厚賀駅 - 大狩部駅間の高波被害により列車の運行を休止[JR 2]。
  - 1月27日：静内駅 - 様似駅間で列車の運行を再開[JR 3]。
  - 2月28日：厚賀駅 - 大狩部駅間の土砂流出により再び列車の運行を休止[JR 4]。
  - 4月29日：代行バスの乗降場所を道道348・384号（いずれも当駅が起終点）上に移設[JR 5]。
- 2021年（令和3年）4月1日：鵡川駅 - 様似駅間の廃止に伴い、廃駅となる[JR 1][運輸局 1]。

### 駅名の由来
当駅の所在する地名より。地名は、アイヌ語の「オ・ニ・ウシ」（そこに木の多い所）に由来する。森のことである。

## 駅構造
単式ホーム1面1線を有した地上駅だった。ホームは線路の南西側（様似方面に向かって右手側）に存在した。転轍機を持たない棒線駅となっていた。かつては相対式ホーム2面2線を有する列車交換可能な交換駅であった。駅舎側が上りの1番線、駅舎と反対側が下りの2番線となっていた。使われなくなった旧2番線は、1983年（昭和58年）4月時点では交換設備運用廃止後も苫小牧方の転轍機が維持されホーム様似寄りの端までの線路が側線として残っていた（但し転轍機の先の部分に車止めが設置されていた。またホームは撤去されていた）が、1993年（平成5年）3月までに撤去された。
静内駅が管理していた無人駅だった。駅舎は構内の南西側に位置しホームとは通路で連絡していた。有人駅時代の駅舎は改築され、ワフ29500形有蓋緩急車を改造した貨車駅舎となっていた。出入口扉がアルミサッシに変更されていた。塗色は浦河高校美術部の生徒の手によるイラストになっており、正面側が1993年（平成5年）3月時点ではゼリービーンズ、2008年（平成20年）時点ではカラフルな気球、線路側が2007年（平成19年）時点では右上がりの水平線となっていた。長い間簡易委託駅となっており、駅舎内の貨物室部分の一番奥の場所に管理人室を設け乗車券を発売していたが、終了した。受託者は近隣の個人で、元国鉄職員で1940年（昭和15年）から当駅に勤務しており、退職後も簡易委託の受託者として勤務した夫婦であった。駅管理も行っていた。正面から見て駅舎右側斜め向いに別棟でトイレ棟を有していた。

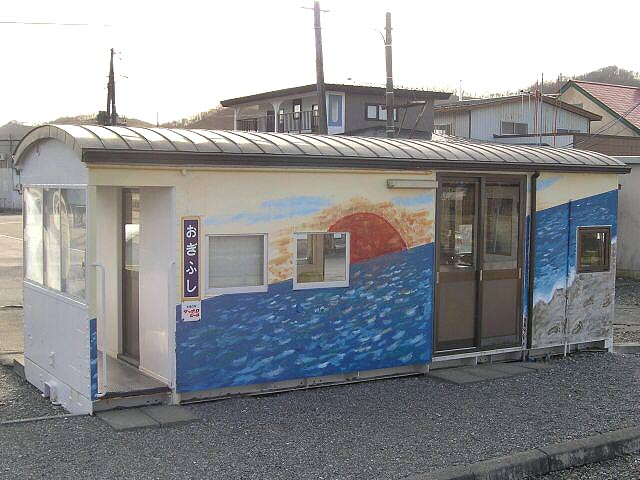
駅舎（ホーム側） （2005年4月）
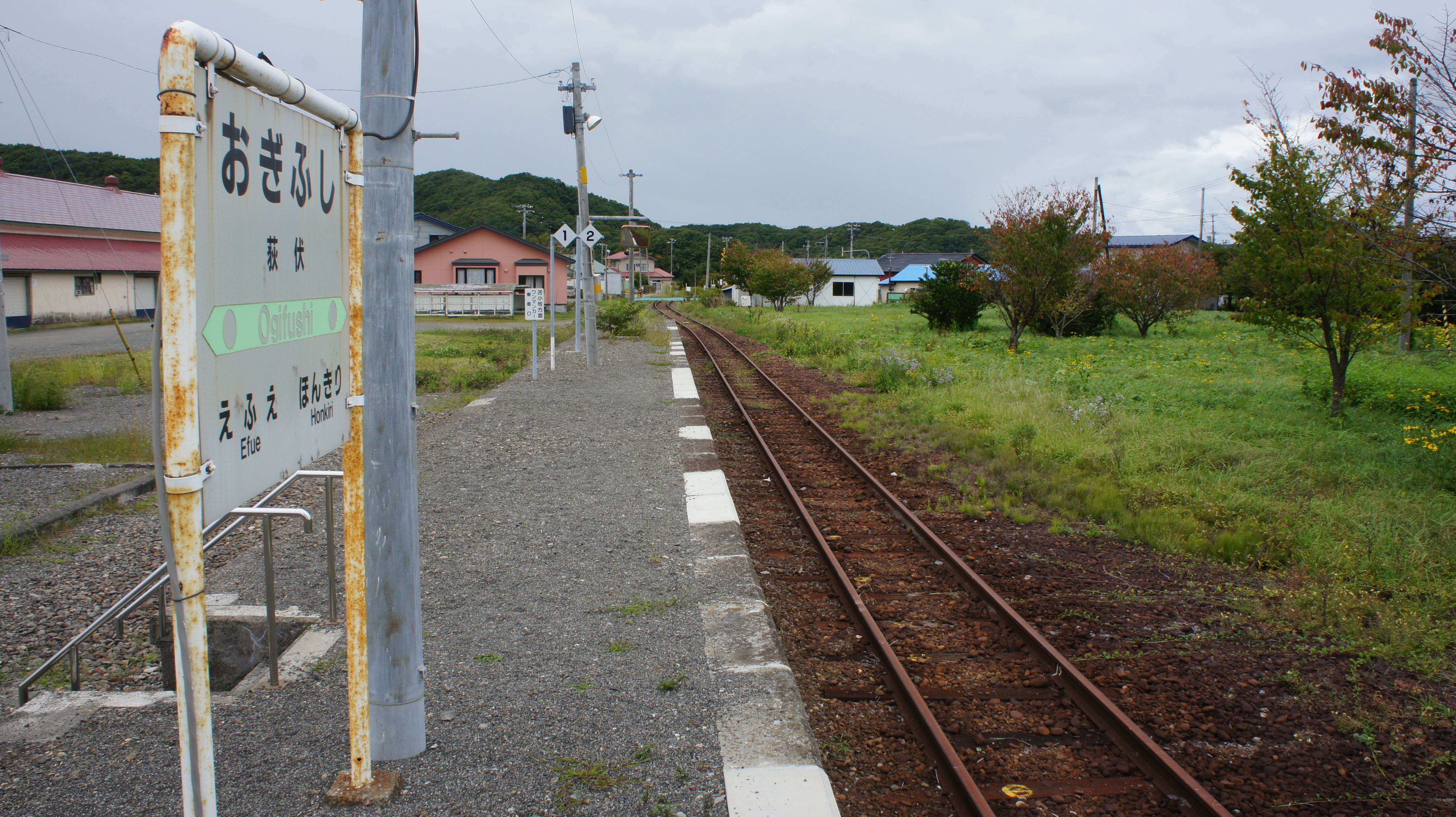
ホーム（2017年9月）
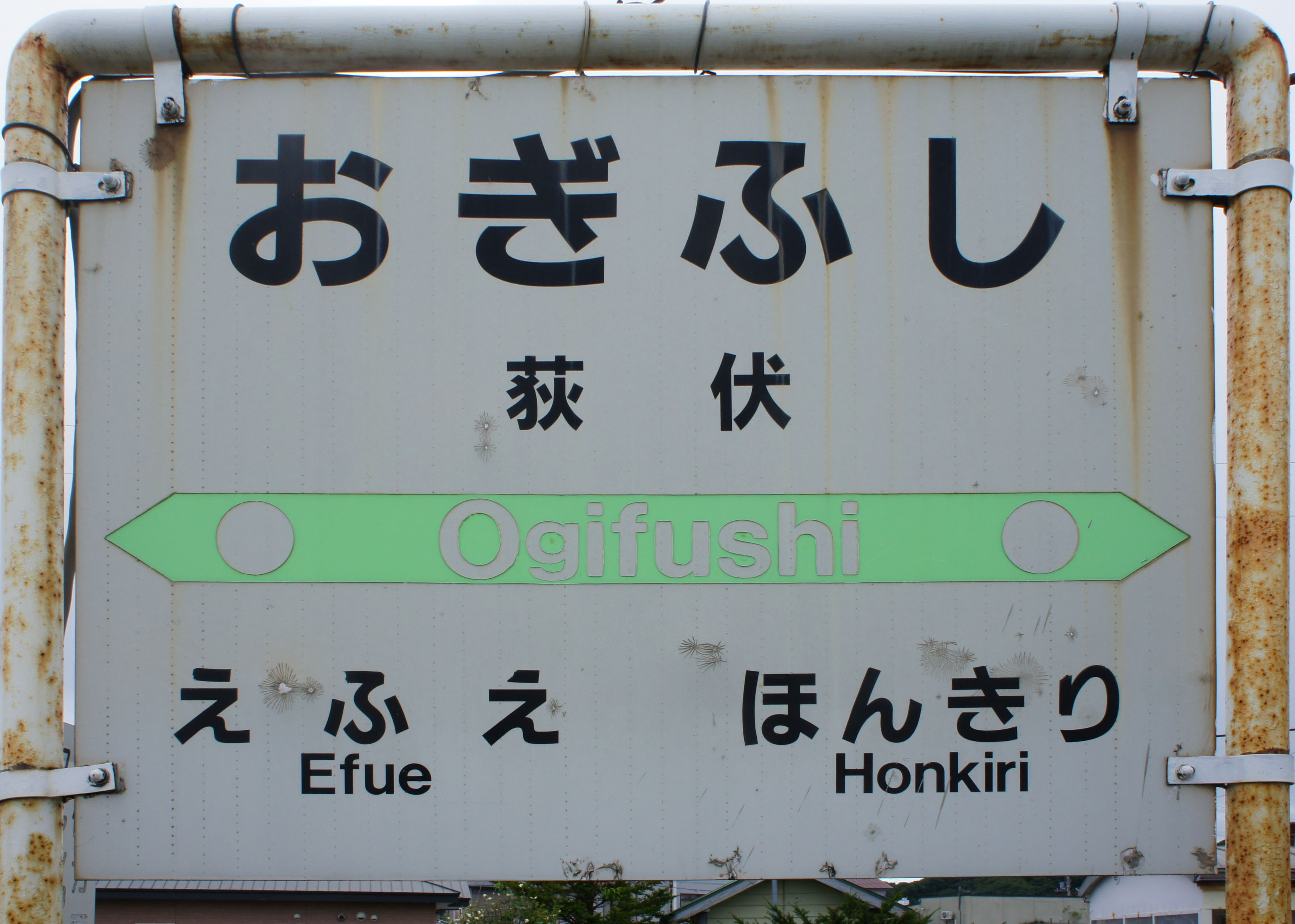
駅名標（2017年9月）

## 利用状況
乗車人員の推移は以下のとおり。年間の値のみ判明している年については、当該年度の日数で除した値を括弧書きで1日平均欄に示す。乗降人員のみが判明している場合は、1/2した値を括弧書きで記した。また、「JR調査」については、当該の年度を最終年とする過去の各調査日における平均である。当駅についてはバス代行期間が存在するため、一部でバスと列車が別集計となっているほか、各年で集計期間が異なる。備考も参照。
| 年度               | 乗車人員 | 乗車人員 | 乗車人員 | 乗車人員 | 出典      | 備考                                                        |
| 年度               | 年間     | 1日平均  | JR調査   | JR調査   | 出典      | 備考                                                        |
| 年度               | 年間     | 1日平均  | 列車     | 代行バス | 出典      | 備考                                                        |
| ------------------ | -------- | -------- | -------- | -------- | --------- | ----------------------------------------------------------- |
| 1981年（昭和56年） |          | (47.0)   |          |          | [ 8 ]     | 1日乗降人員：94                                             |
| 1992年（平成04年） |          | (69.0)   |          |          | [ 5 ]     | 1日乗降人員138                                              |
| 2014年（平成26年） |          |          | 37       |          | [ JR 6 ]  | 当年の列車は単年の値。                                      |
| 2017年（平成29年） |          |          |          | 13       | [ JR 7 ]  | 2015年度末から鵡川 - 様似間バス代行。当年のバスは単年の値。 |
| 2018年（平成30年） |          |          |          | 15.5     | [ JR 8 ]  | 代行バスの値は過去2年平均                                   |
| 2019年（令和元年） |          |          |          | 15.3     | [ JR 9 ]  | 代行バスの値は過去3年平均                                   |
| 2020年（令和02年） |          |          |          | 15.0     | [ JR 10 ] | 代行バスの値は過去4年平均                                   |

## 駅周辺
荻伏の中心街からは少し離れている。
- 北海道道348号野深荻伏停車場線・北海道道384号荻伏停車場線
- 浦河町役場荻伏支所
- 浦河警察署荻伏駐在所
- 荻伏郵便局
- ひだか東農業協同組合（JAひだか東）荻伏事業所
- 日高中央漁業協同組合荻伏支所
- 浦河町立荻伏中学校
- 元浦川
- ジェイ・アール北海道バス（日勝線）「荻伏駅前」停留所

## その他
テレビ東京系列の番組である日曜ビッグバラエティ（2008年9月14日放送）で、駅員時代から68年間にわたり、駅を管理（簡易委託含む）してきた夫婦の仕事ぶりが紹介されたことがあった。

## 隣の駅
北海道旅客鉄道（JR北海道）
日高本線
本桐駅 - 荻伏駅 - 絵笛駅

#### JR北海道
1. 1 2  『日高線（鵡川・様似間）の廃止日繰上げの届出について』（PDF）（プレスリリース）北海道旅客鉄道、2021年1月5日。オリジナルの2021年1月5日時点におけるアーカイブ。2021年1月5日閲覧。
2. ↑  『日高線 厚賀〜大狩部間 67k506m 付近における盛土流出について』（PDF）（プレスリリース）北海道旅客鉄道、2015年1月13日。オリジナルの2015年1月15日時点におけるアーカイブ。2020年10月30日閲覧。
3. ↑  『日高線 静内〜様似間折り返し運転の実施について』（PDF）（プレスリリース）北海道旅客鉄道、2015年1月20日。オリジナルの2015年3月30日時点におけるアーカイブ。2020年10月30日閲覧。
4. ↑  『日高線 静内〜様似間におけるバス代行の実施について』（PDF）（プレスリリース）北海道旅客鉄道、2015年2月27日。オリジナルの2015年3月30日時点におけるアーカイブ。2020年10月30日閲覧。
5. ↑  『日高線運休に伴う列車代行バスの乗降場所変更について』（PDF）（プレスリリース）北海道旅客鉄道、2015年4月17日。オリジナルの2019年7月20日時点におけるアーカイブ。2019年7月20日閲覧。
6. ↑  “日高線（鵡川・様似間）” (PDF). 線区データ（当社単独では維持することが困難な線区）(地域交通を持続的に維持するために).   北海道旅客鉄道. p. 3 (2018年8月1日). 2018年8月17日時点のオリジナルよりアーカイブ。2018年8月17日閲覧。
7. ↑  「日高線（苫小牧・鵡川間）」（PDF）『線区データ（当社単独では維持することが困難な線区）(地域交通を持続的に維持するために)』、北海道旅客鉄道、3頁、2018年7月2日。オリジナルの2018年8月17日時点におけるアーカイブ。2018年8月17日閲覧。
8. ↑  “日高線（鵡川・様似間）” (PDF). 線区データ（当社単独では維持することが困難な線区）(地域交通を持続的に維持するために).   北海道旅客鉄道. p. 3 (2019年10月18日). 2019年10月18日時点のオリジナルよりアーカイブ。2019年10月18日閲覧。
9. ↑  “日高線（鵡川・様似間）” (PDF). 地域交通を持続的に維持するために > 輸送密度200人未満の線区（「赤色」「茶色」5線区）.   北海道旅客鉄道. p. 3 (2020年10月30日). 2020年11月2日時点のオリジナルよりアーカイブ。2020年11月4日閲覧。
10. ↑  “駅別乗車人員  特定日調査（平日）に基づく”.   北海道旅客鉄道. 2022年8月3日時点のオリジナルよりアーカイブ。2022年8月14日閲覧。

#### 北海道運輸局
1. 1 2  『鉄道事業の一部廃止の日を繰上げる届出について』（PDF）（プレスリリース）国土交通省北海道運輸局、2021年1月5日。オリジナルの2021年1月5日時点におけるアーカイブ。2021年1月5日閲覧。